# Демьянковцы
Демьянковцы (укр. Дем'янківці) — село в Дунаевецком районе Хмельницкой области Украины.
Население по переписи 2001 года составляло 521 человек. Почтовый индекс — 32461. Телефонный код — 3858. Занимает площадь 1,62 км². Код КОАТУУ — 6821882501.

## Местный совет
32461, Хмельницкая обл., Дунаевецкий р-н, с. Демьянковцы